# 1738 Oosterhoff
1738 Oosterhoff (1930 SP) là một tiểu hành tinh vành đai chính được phát hiện ngày 16 tháng 9 năm 1930 bởi H. van Gent ở Johannesburg (LS), và tên của tiểu hành tinh này được đặt theo tên của nhà thiên văn học Hà Lan Pieter Oosterhoff.